# Parafia Ewangelicko-Augsburska w Wiśle
Parafia Ewangelicko-Augsburska w Wiśle – parafia luterańska w Wiśle, należąca do diecezji cieszyńskiej. Ma siedzibę w centrum miasta, gdzie też znajduje się jej kościół parafialny. W 2019 liczyła 2822 wiernych.

## Historia
Początki zboru (parafii) luterańskiej w Wiśle związane są z wydaniem przez cesarza Józefa II Habsburga Patentu Tolerancyjnego w 1781. 18 czerwca 1782 pastor cieszyński Bartelmus poświęcił miejsce pod budowę drewnianego domu modlitwy, gotowego już jesienią 1782. Pierwszym pastorem został Samuel Kosany z Bańskiej Bystrzycy na Górnych Węgrzech (1782-1788), następnie Andrzej Lihocki, również z Węgier (1788-1794), potem Wilhelm Andrzej Bystroń, który w 1802 przeniósł się do Ustronia, po nim Jan Rakowski (1802-1818), za którego wybudowano plebanię w latach 1805-1807. W 1818 ze Spiszu przybył pastor Michał Kupferschmid, który nauczył się w Wiśle języka polskiego z Biblii. Za jego pastorowania powstał cmentarz (1819), nowa szkoła na miejscu poprzedniej drewnianej (1825), a także wybudowany w latach 1833-1838 nowy murowany dom modlitwy, obecny kościół apostołów Piotra i Pawła.
Patent Tolerancyjny ustanowił również strukturę oficjalnie działającego Kościoła ewangelickiego w Przedlitawii. Wszystkie zbory zostały podległe konsystorzowi powstałemu w 1784 w Cieszynie a w 1785 przeprowadzonemu do Wiednia. W 1784 powstała superintendentura dla Moraw, Śląska i Galicji. W 1807 powstał seniorat śląski, któremu z czasem podległe zostały wszystkie zbory na Śląsku Austriackim.
Równouprawnienie protestantów w Cesarstwie Austriackim nastąpiło wraz z wydaniem Patentu Protestanckiego w 1861, po którym do domu modlitwy dobudowano wieżę. Pastor Kupferschmid zmarł w 1867, a proboszczem został po nim jego syn i wikary, Gustaw Kupferschmid.
Według schematyzmu kościelnego z 1875 zbór obejmował Wisłę, część Ustronia, Brenną oraz Nydek (od 1920 w Czechach) zamieszkałe przez 4679 luteran.
1 października 1932 Istebna stała się filią parafii w Wiśle.
W 1925 parafia zrzeszała 4 401 wiernych a w 1937 6 tysięcy z czego (303 w filiale w Istebnej).
1 grudnia 1994 doszło do podziału parafii i wyodrębniły się z niej parafie w Czarnem, Głębcach, Jaworniku i Malince.
W 2003 parafia liczyła 2853 wiernych, natomiast w 2013 należało do niej 2817 członków.

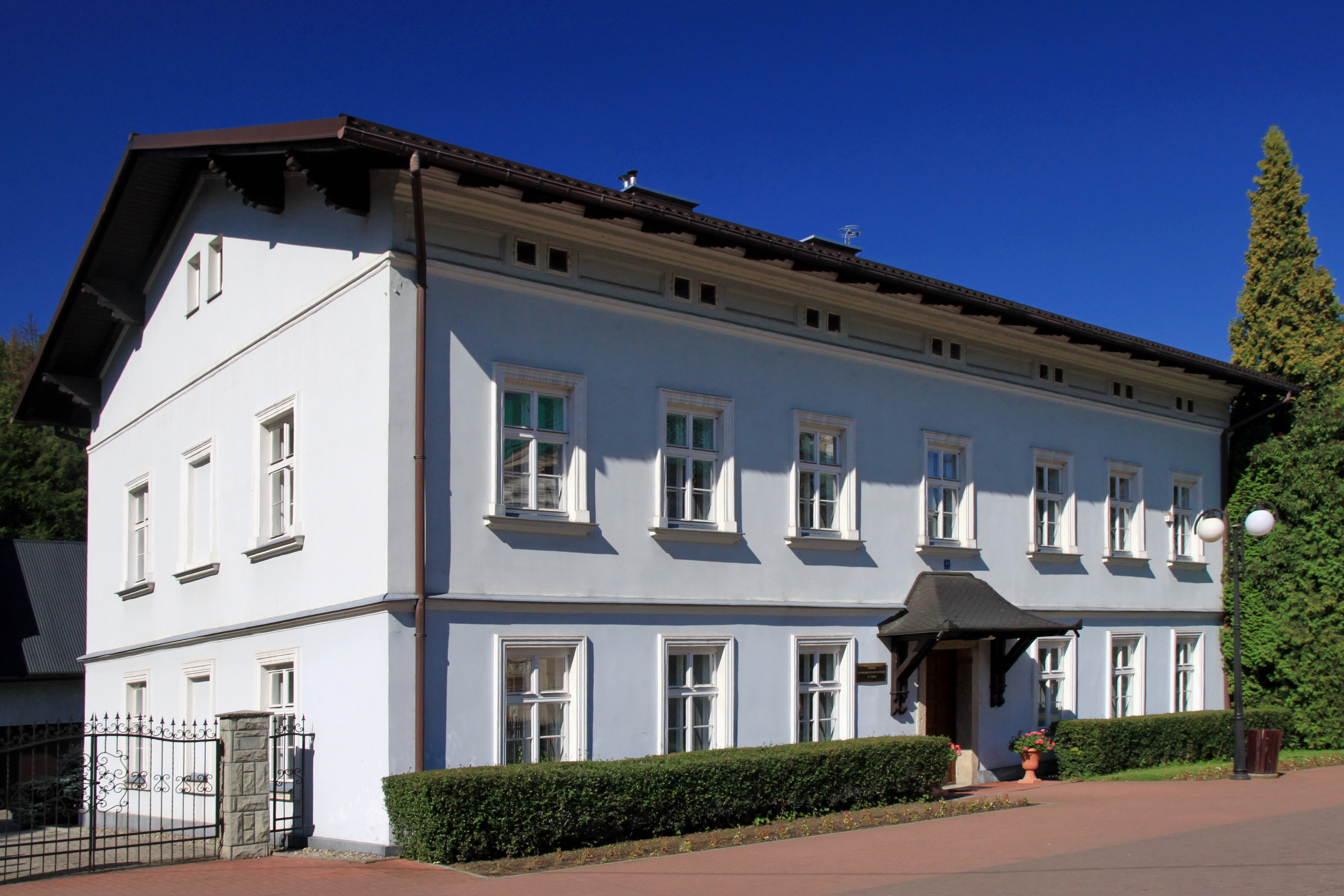
Plebania ewangelicka w Wiśle
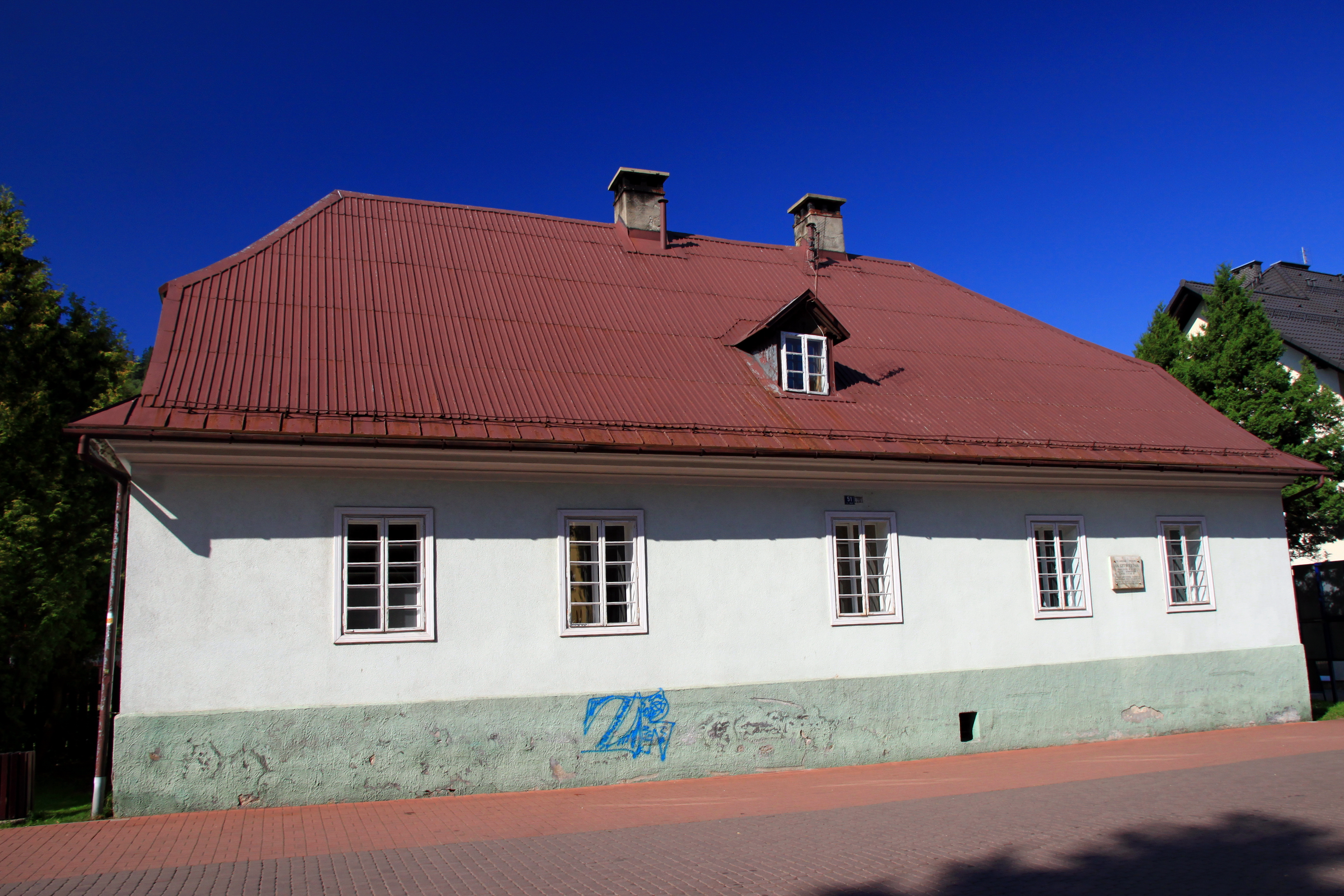
Dawna szkoła ewangelicka w Wiśle
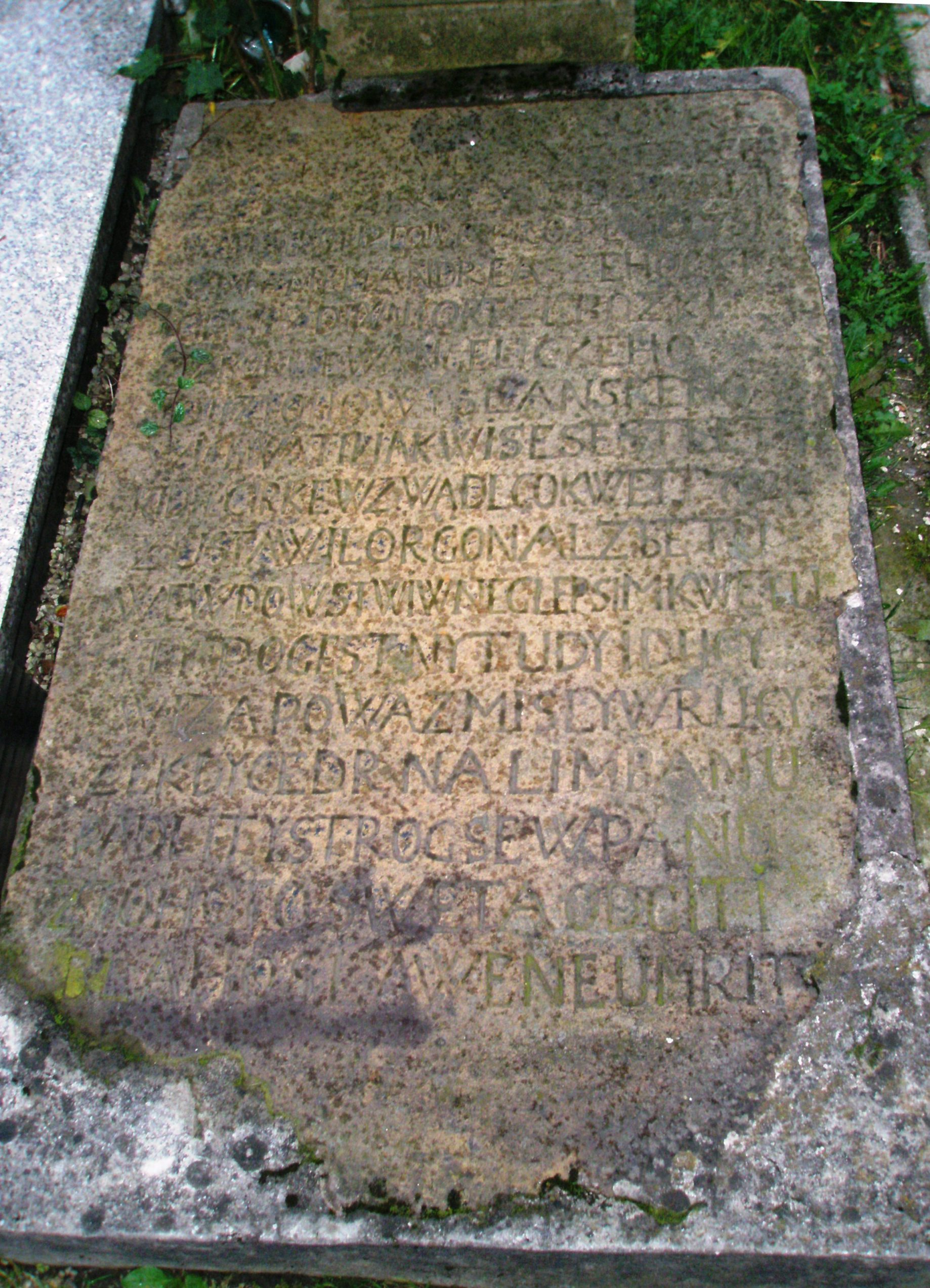
Nagrobek pastora Andrzeja Lehotskiego